# Paragomphus elpidius
Paragomphus elpidius är en trollsländeart som först beskrevs av Friedrich Ris 1921.  Paragomphus elpidius ingår i släktet Paragomphus och familjen flodtrollsländor. IUCN kategoriserar arten globalt som livskraftig. Inga underarter finns listade i Catalogue of Life.